# FM Trance (Buenos Aires)
FM Trance (también conocida como La 103.3) es una estación de radio argentina que transmite desde la Ciudad Autónoma de Buenos Aires.

## Historia
La emisora nace un 18 de octubre del año 2008 en Caballito, Ciudad Autonoma de Buenos Aires. En aquel momento, estaban cerrando muchas Radios dedicadas a la música electrónica, como ser X4 Radio 104.3, KSK Radio 101.9, Global Station 93.1, etc, y fue entonces cuando Emanuel Szuchman, un joven porteño que hasta entonces se dedicaba solo a la informática, decide fundar la Radio FM Trance, para intentar aprovechar el gran vacío que se estaba produciendo en el dial en cuanto a música electrónica se refiere. 
En aquel entonces, la Radio transmitía en la frecuencia de 103.9 MHz.

## Primera etapa de la Radio
En sus inicios, FM Trance transmitía con muy poca potencia, y no contaba con una antena demasiado grande, motivo por el cual su alcance era muy limitado. Luego de transcurridos casi dos años de su fundación, se amplia la antena y la potencia de emisión, logrando que la Radio empiece a conquistar otros barrios porteños aledaños a Caballito. Un dato no menor, era que en aquel entonces, mucho público que consumía música electrónica, todavía escuchaba Radio por aire, dado que no existían aun las plataformas, y los teléfonos inteligentes estaban recién saliendo al mercado, por lo que para oír por Internet había que recurrir a una computadora. 

## Actualidad

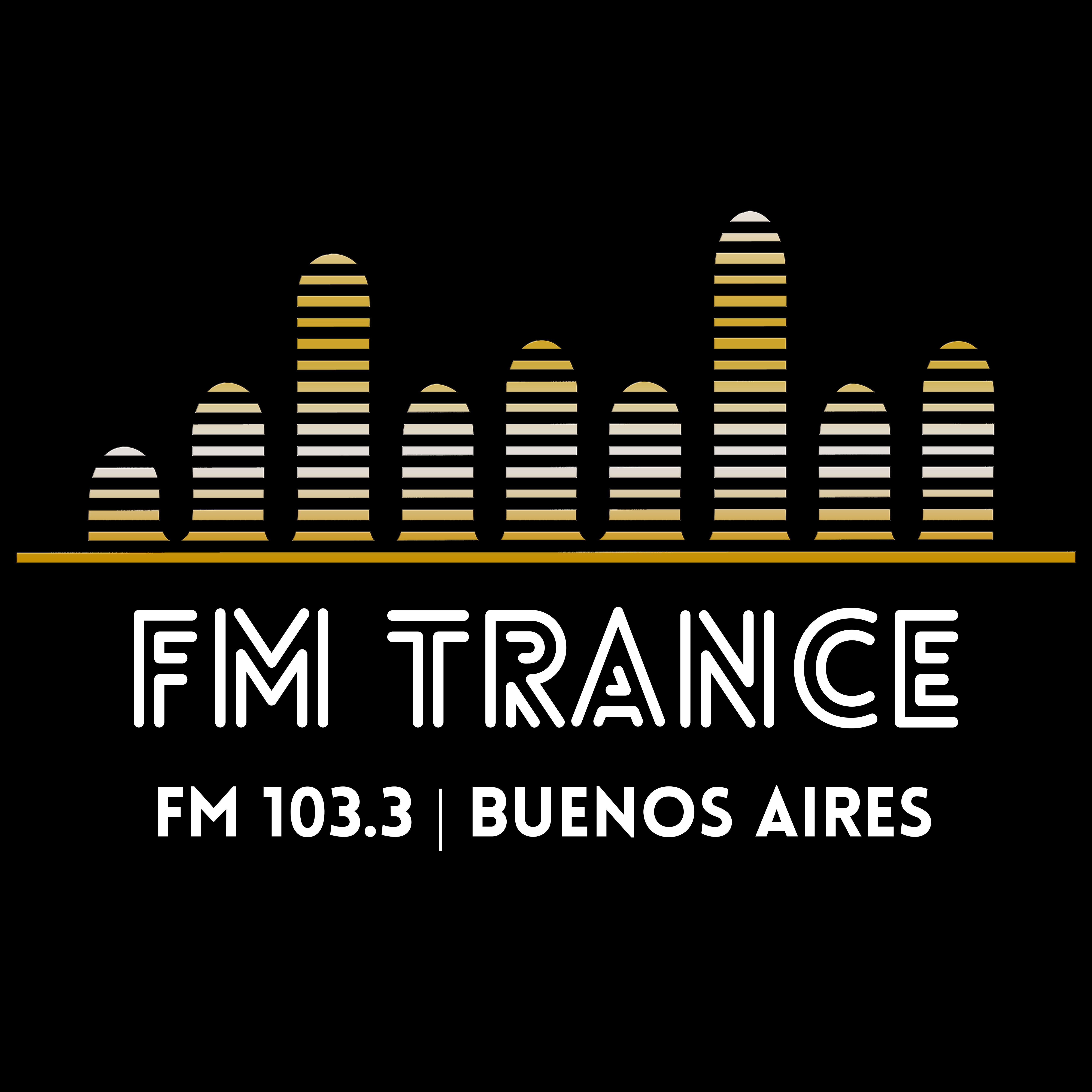
Logotipo de la Radio

A partir de diciembre de 2020, FM Trance mejoró considerablemente su alcance, mudando su planta transmisora al Gran Buenos Aires, y aumentando altura de antena y potencia de transmisión, logrando así que la Radio empiece a cubrir mucho más por antena. La emisora puede recepcionarse en su frecuencia de 103.3 FM en los partidos de La Matanza, Morón, Tres de Febrero, San Martin, y barrios del oeste de CABA, como Devoto, Liniers, Villa Real, Monte Castro, etc.  
Además, en lo que respecta a la parte en línea, se mejoró la accesibilidad del sitio web, haciéndolo 100% compatible con todos los dispositivos, y convirtiéndolo en un portal de noticias, con información de la Ciudad de Buenos Aires, las comunas, legislatura y más, además de noticias del ámbito nacional.  
A pesar de seguir siendo una Radio de baja potencia, comparado con las del mainstream, pelea y puja por el tercer lugar dentro del segmento de Radios de aire de música anglo y electrónica, detrás de Metro 95.1 y Delta 90.3